# Ucugi Rumi
Ucugi Rumi (宇津木 瑠美; Hepburn: Utsugi Rumi)(Kavaszaki, 1988. december 5. –) japán válogatott labdarúgó.

## Klub
A labdarúgást a Nippon TV Beleza csapatában kezdte, 2004 és 2010 között játszott a csapatban. 76 bajnoki mérkőzésen lépett pályára és 7 gólt szerzett. 2010-ben a Montpellier csapatához szerződött, ahol 111 bajnoki mérkőzésen lépett pályára és 20 gólt szerzett. 2016-ban a Reign FC csapatához igazolt.

## Nemzeti válogatott
A japán U20-as válogatott tagjaként részt vett a 2008-as U20-as világbajnokságon.
2005-ben debütált a japán válogatottban. A japán válogatott tagjaként részt vett a 2007-es, a 2011-es, a 2015-ös világbajnokságon és a 2008. évi nyári olimpiai játékokon. A japán válogatottban 111 mérkőzést játszott.

## Statisztika
| Japán válogatott | Japán válogatott | Japán válogatott |
| Időszak          | Mérk.            | gól              |
| ---------------- | ---------------- | ---------------- |
| 2005             | 5                | 0                |
| 2006             | 2                | 0                |
| 2007             | 9                | 0                |
| 2008             | 10               | 4                |
| 2009             | 3                | 0                |
| 2010             | 9                | 1                |
| 2011             | 9                | 0                |
| 2012             | 7                | 0                |
| 2013             | 8                | 0                |
| 2014             | 12               | 0                |
| 2015             | 13               | 0                |
| 2016             | 3                | 0                |
| 2017             | 13               | 0                |
| 2018             | 8                | 1                |
| Összesen         | 111              | 6                |

## Sikerei, díjai
Japán válogatott
- Világbajnokság:  Arany; 2011,  Ezüst; 2015
- Ázsia-kupa:  Arany; 2014, 2018,  Bronz; 2008, 2010

Klub
- Japán bajnokság: 2005, 2006, 2007, 2008